# 米蓋爾·馬尤
米蓋爾·馬尤（1981年5月18日—）是一名阿根廷划船運動員，曾和馬力歐·賽哈斯搭檔代表國家參加2012年倫敦奧運的男子輕量級雙人雙槳比賽，並未獲得獎牌。